# 希伯氏鰺
希伯氏鰺（学名：Caranx heberi），為輻鰭魚綱鱸形目鱸亞目鰺科鰺屬下的一種。

## 分類及命名
本種首先由John Whitchurch Bennett於1830年根據斯里蘭卡南部海岸的模式種進行科學描述。他將這種新物種命名為Scomber heberi，將其置於鯖屬中，當時該鯖屬於放置鰺科魚類的常見屬，隨著Caranx屬的產生，物種被轉移到該屬，目前仍為有效命名。

## 分布
本魚分布於印度西太平洋區，從東非、馬達加斯加至斐濟，北起琉球群島，南迄澳洲北部海域。

## 特徵
本魚體呈橢圓形而側扁，背側輪廓比腹側輪廓更凸，特別是在前面。背鰭2個，背鰭硬棘9枚、背鰭軟條19-21枚、臀鰭硬棘3枚、臀鰭軟條15-17枚，脊椎骨24個，具有中度發育良好的脂肪眼瞼，而其牙列由外排寬間隔的犬齒和上頜中的絨毛狀內齒帶和下頜上的一排寬間隔錐形牙齒組成。體上半部為深青銅色至黃綠色，下半部則為銀白色，尾鰭是明亮的橄欖黃色，上半葉部分通常是黑色，其他鰭從亮黃色到暗色，體長可達88公分，體重可達12.5公斤。

## 生態

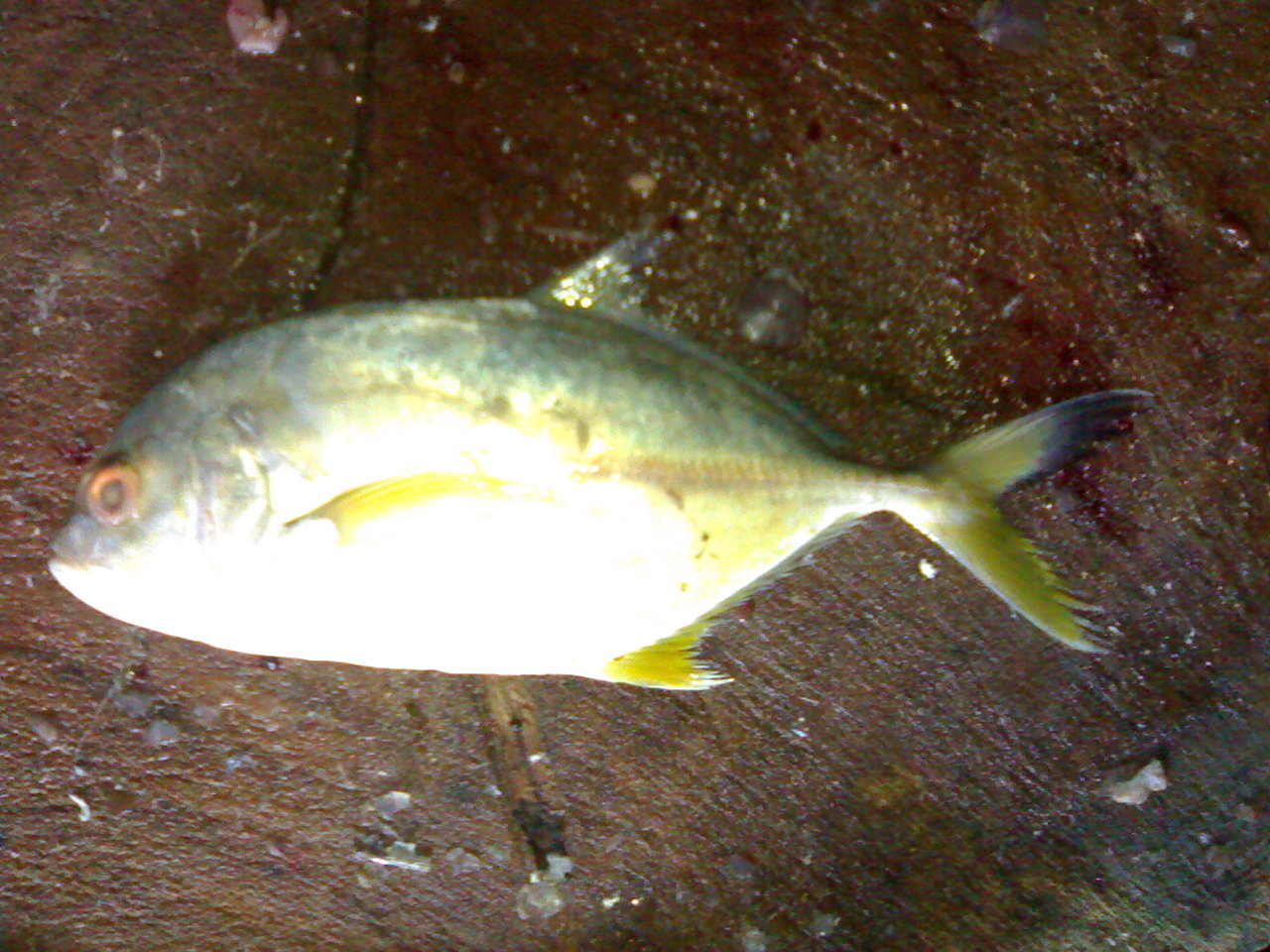
一尾出現在印度班加羅爾市場的希伯氏鰺稚魚

成魚主要棲息在沿海水質清澈的海域，較少出現在河口出現，通常單獨活動，稚魚則會成群出現在淺水域，會進行洄游，屬肉食性，以甲殼類和其他魚類為食，可做為食用魚，通常以生鮮或醃製販售。